# Philippe Cousteau
Pour les articles homonymes, voir Cousteau.
Ne doit pas être confondu avec Philippe Cousteau Jr.
Philippe Cousteau (né Philippe Pierre Cousteau le 30 décembre 1940 à Toulon et mort le 28 juin 1979 à Alverca au Portugal) est un océanographe, écologiste, plongeur sous-marin, aviateur, photographe et cinéaste français.
Il est le second fils de l'explorateur océanographique Jacques-Yves Cousteau et de sa première épouse Simone Melchior, et le frère cadet de Jean-Michel Cousteau. Il est le père d'Alexandra Cousteau et de Philippe Cousteau Jr.

## Biographie
Le commandant Cousteau initie dès 1945 ses deux fils Philippe (4 ans) et Jean Michel (7 ans) à la plongée sous-marine, au bord de leur maison de plage familiale de Sanary-sur-Mer près de Toulon, avec une version pour enfant du scaphandre autonome Cousteau-Gagnan qu'il a co-inventé.
Philippe et Jean Michel suivent leurs scolarités en pension, et passent toutes leurs vacances scolaires avec leurs parents qui mènent leur carrière médiatisée à bord de leur célèbre navire océanographique Calypso sur toutes les mers du globe.

Philippe Cousteau et des membres de l'équipe Cousteau en 1976, avec leur hydravion PBY Catalina Calypso II

Après avoir étudié les sciences au Massachusetts Institute of Technology (MIT) et être diplômé en cinéma et photographie de l'École nationale supérieure Louis-Lumière de Paris, et après 2 ans de service militaire en tant qu'opérateur de sonar sur un escorteur de classe Le Normand de la Marine nationale française, Philippe rejoint ses parents pour filmer la mission Précontinent III de Saint-Jean-Cap-Ferrat en 1965, à 100 m de profondeur. Il prend ensuite une part importante dans leurs expéditions, en accompagnant son père pendant 12 ans (qui le considère alors comme son successeur) en tant que pilote-plongeur-photographe-cinéaste, écologiste fervent, en co-réalisant de nombreux films dans le cadre du tournage de la filmographie de Jacques-Yves Cousteau, de L'Odyssée sous-marine de l'équipe Cousteau, ou encore de Voyage au bout du monde en Antarctique de 1976...

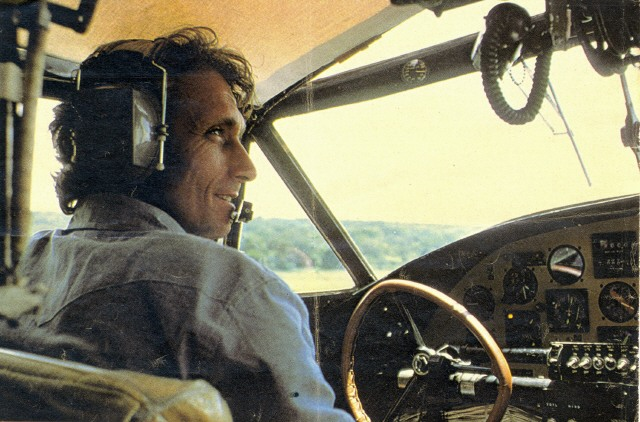
Aux commandes de son PBY Catalina Calypso II sur le lac Victoria en Afrique (1978)

Son père acquiert en 1974 son PBY Catalina Calypso II (Flying Calypso), hydravion à coque bimoteur PBY-6A Catalina américain de la Seconde Guerre mondiale, entièrement réaménagé et équipé pour l'exploration océanographique, avec lequel Philippe réalise de nombreuses missions à travers le monde et de nombreux films dans le cadre du tournage de la filmographie de Jacques-Yves Cousteau ou de L'Odyssée sous-marine de l'équipe Cousteau...
Il fait accidentellement naufrage le 28 juin 1979 avec son hydravion sur le Tage près de Lisbonne au Portugal, entraînant son décès tragique à l'âge de 38 ans,,,, lors d'un hydroplanage pour faire un essai d'étanchéité de la coque de son appareil, après une révision générale. Celui-ci heurte un banc de sable situé à fleur d'eau. Sa sépulture en mer est immergée à vingt-cinq milles au large de Lisbonne. Son frère Jean-Michel Cousteau poursuit alors son œuvre auprès de ses parents.

## Vie privée et postérité

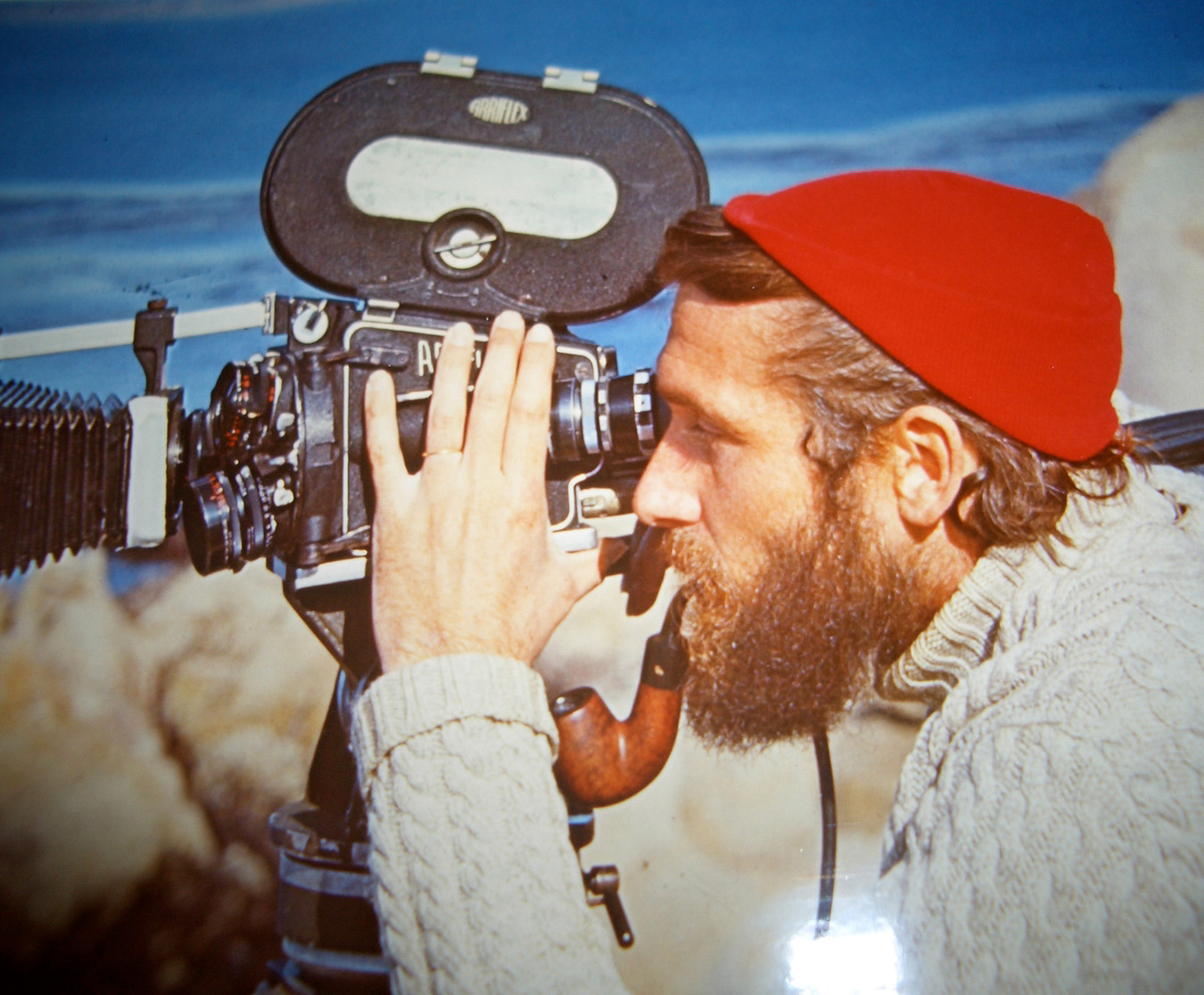
Avec sa caméra de documentaire des années 1970.

Ses enfants franco-américains Alexandra et Philippe, qu'il a eus avec son épouse américaine Janice Sullivan (en), poursuivent l'œuvre de leur père et de leur grand-père avec leur association américaine EarthEcho International (en),, en même temps que la seconde épouse de leur grand père Francine Cousteau avec l'Équipe Cousteau et The Cousteau Society, ou que leur oncle Jean-Michel Cousteau avec Ocean Futures Society.

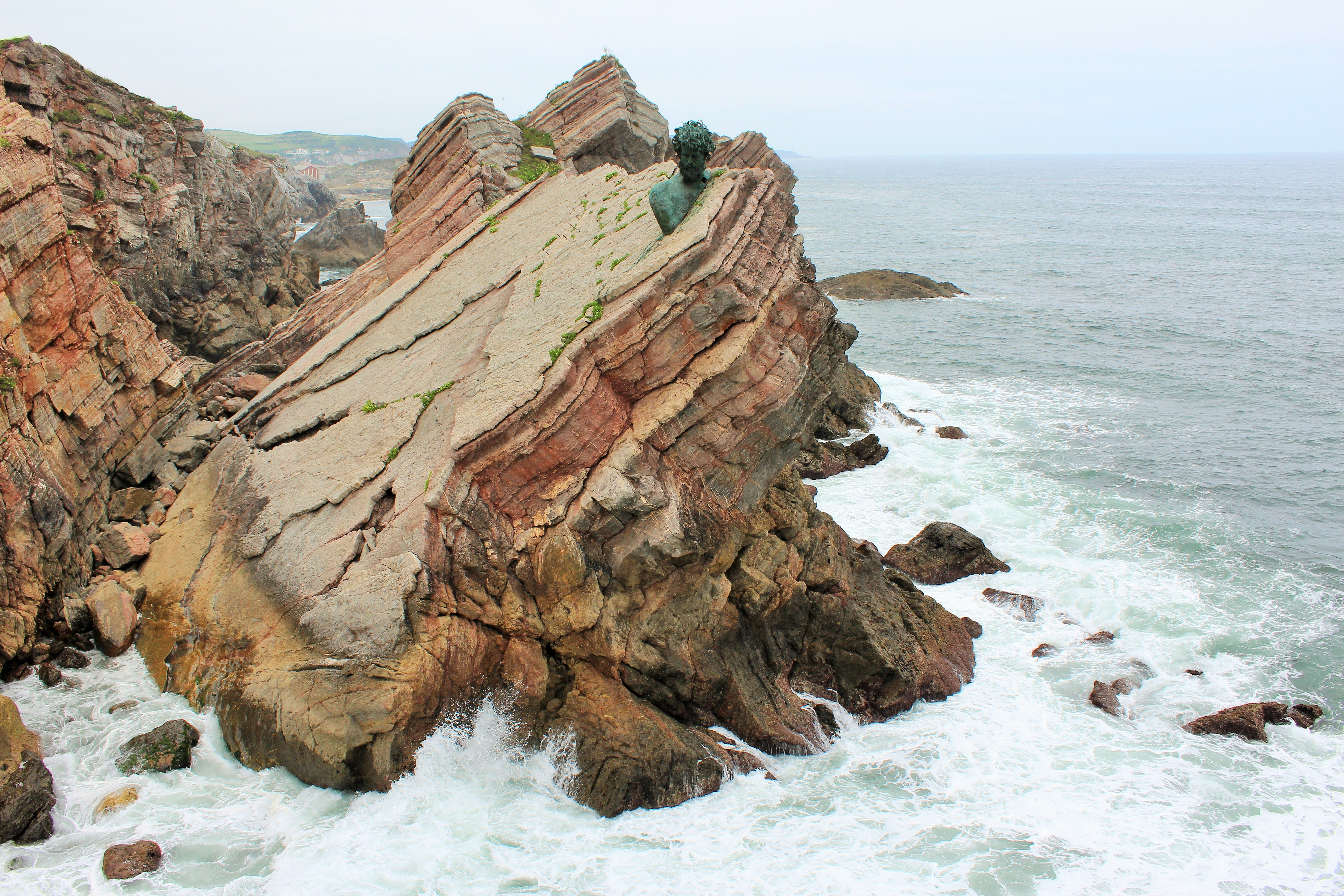
Buste de Philippe Cousteau du Philippe Cousteau Anchor Museum de Salinas (Castrillón) des Asturies en Espagne.

## Hommages
Le musée en plein air Philippe Cousteau Anchor Museum (en) de Salinas (Castrillón) (en) des Asturies en Espagne, au bord de l'océan Atlantique, lui est dédié. 
Les lycées général et professionnel de Saint-André-de-Cubzac, ville natale de son père près de Bordeaux, ont été nommés « lycées Philippe Cousteau ». D'autres écoles élémentaires et collèges ont également reçu son nom à partir des années 1980,.

## Au cinéma
- 1976 : Voyage au bout du monde (en Antarctique) du commandant Cousteau (tournage des images sous-marines)
- 2016 : L'Odyssée, de Jérôme Salle, film français inspiré de la vie de Cousteau (interprété par Lambert Wilson), avec Audrey Tautou (sa première épouse Simone Melchior), et Pierre Niney (Philippe Cousteau)[11],[12],[13],[14],[15],[16]. Le film met l'accent en particulier sur l'histoire et les projets et explorations du commandant Cousteau et sur ses rapports privilégiés avec son fils Philippe et son épouse Simone Melchior.